# Masaru Yamada
Masaru Yamada (n. 14 iunie 1994, Toba, Prefectura Mie, Japonia) este un scrimer japonez, medaliat olimpic. A participat la o ediție a Jocurilor Olimpice (2020) în care a câștigat o medalie de aur.